# 舘信吾
舘 信吾（たち しんご、英: Shingo Tachi 、1977年9月1日 - 1999年3月11日）は、日本のレーシングドライバー。東京都出身。
父は株式会社トムス代表取締役会長の舘信秀。

## 来歴
1989年にレーシングカートを始める。中学校卒業後にイギリスへ渡り、1995年に17歳でフォーミュラ・ボクスホール・ジュニア（FVJ）に参戦。翌1996年にはイギリス・フォーミュラ3選手権のBクラス（最新型ではないシャーシーのクラス）に参戦し、全16戦中クラス優勝2回、シリーズ2位の成績を残した。
1997年に帰国。全日本F3選手権にトムスよりフル参戦しシリーズ6位。スーパーN1耐久シリーズ（現・スーパー耐久）にも参戦しクラス2でシリーズ4位。また、ツインリンクもてぎで行われた「GTオールスター戦」で鈴木利男とコンビを組み、初めてトヨタ・スープラを駆り2位に入る。
翌1998年は全日本F3選手権、スーパーN1耐久シリーズ、全日本GT選手権（JGTC→現・SUPER GT）に参戦。全日本F3選手権では優勝こそなかったが、2位4回を含む9戦入賞・10戦全戦完走でシリーズ3位。スーパーN1耐久シリーズはクラス2でシリーズ4位。全日本GT選手権の方では鈴木恵一と組み、チーム・タイサンJr.withつちやからトヨタ・MR2でGT300クラスに参戦し、6戦5勝を挙げ、当時の史上最年少王者となる（2007年に大嶋和也が更新）。
1999年は、フォーミュラ・ニッポンにはチームTMS（タク・モータースポーツ）から、全日本GT選手権GT500クラスには、チーム・ルマンから野田英樹と組んでスープラで参戦が決定していた。

### 死去
1999年3月11日16時45分ごろ、TIサーキット英田（現・岡山国際サーキット）でGTスープラのテスト中に第1コーナーを曲がりきれず、減速することなくコースアウトしてそのままグラベルベッドを突っ切る形で約35m先のタイヤバリアに激突。救急車で佐藤記念病院に搬送されたが、17時50分ごろ外傷性心破裂のため死去した。21歳没。本件はJGTCで発生した唯一の死亡事故であった。
舘の死から10日後に行われた全日本GT選手権の開幕戦・鈴鹿のサポートレースであった全日本F3選手権の開幕戦で、カート時代からの親友であった荒聖治がF3初優勝を挙げた。GTの決勝レース前にはサーキットで黙祷が行われ、トムスと土屋エンジニアリングとタイサンのピットには舘の写真が飾られた。全日本GT選手権に出走した土屋武士とサポートレースのフォーミュラ・トヨタに出走した眞田清裕も自身のヘルメットに舘の名前を刻んだ。
かつて全日本F3選手権と全日本GT選手権にトムスから参戦したペドロ・デ・ラ・ロサは、同年のF1ブラジルGPで自身のヘルメットに舘の名前を刻んでレースに出走した。
片山右京は舘の遺品であるレーシングクローブを着用し、同年のル・マン24時間レースに出走して総合2位を獲得した。
本来、舘を起用してエントリーするはずだったフォーミュラ・ニッポンのチームTMSは、黒澤琢弥とドミニク・シュワガーを起用して参戦を続けたが、その後チームは撤退となった。同じく舘を失ったGT500のチーム ル・マンは後任にワイン・ガードナーを起用した。
父の信秀は2006年に「信吾が、今年から出ろって言ってる気がする」とコメントし、フォーミュラ・ニッポン参戦を決めた。

## レース戦績

### イギリス・フォーミュラ3選手権
| 年     | チーム            | シャーシ      | エンジン | クラス | 1       | 2       | 3       | 4      | 5       | 6       | 7      | 8      | 9       | 10       | 11       | 12     | 13      | 14      | 15      | 16       | 17      | 順位 | ポイント |
| ------ | ----------------- | ------------- | -------- | ------ | ------- | ------- | ------- | ------ | ------- | ------- | ------ | ------ | ------- | -------- | -------- | ------ | ------- | ------- | ------- | -------- | ------- | ---- | -------- |
| 1996年 | Team Magic Racing | ダラーラ F394 | トヨタ   | B      | SIL1 15 | SIL2 19 | THR1 23 | DON 10 | BRH1 15 | BRH2 17 | OUL 13 | DON 21 | SIL3 14 | THR2 Ret | SNE1 DNS | SNE2 C | PEM1 11 | PEM2 10 | ZAN1 14 | ZAN2 Ret | SIL4 13 | 2位  | 192      |

### 全日本フォーミュラ3選手権
| 年     | チーム | シャーシ      | エンジン | クラス | 1     | 2     | 3     | 4      | 5     | 6       | 7       | 8     | 9     | 10    | 順位 | ポイント |
| ------ | ------ | ------------- | -------- | ------ | ----- | ----- | ----- | ------ | ----- | ------- | ------- | ----- | ----- | ----- | ---- | -------- |
| 1997年 | TOM'S  | ダラーラ F397 | トヨタ   |        | SUZ 6 | TSU 7 | MIN 3 | FSW 13 | SUZ 5 | SUG Ret | SEN Ret | TRM 8 | FSW C | SUZ 3 | 6位  | 11       |
| 1998年 | TOM'S  | ダラーラ F398 | トヨタ   |        | SUZ 4 | TSU 2 | MIN 3 | FSW 5  | TRM 6 | SUZ 2   | SUG 4   | TAI 2 | SEN 2 | SUG 7 | 3位  | 34       |

(key)

### 全日本GT選手権
| 年     | チーム                      | 使用車両    | クラス | 1     | 2     | 3     | 4     | 5     | 6     | 7     | 順位 | ポイント |
| ------ | --------------------------- | ----------- | ------ | ----- | ----- | ----- | ----- | ----- | ----- | ----- | ---- | -------- |
| 1998年 | TEAM TAISAN Jr. with つちや | トヨタ・MR2 | GT300  | SUZ 1 | FSW C | SEN 1 | FSW 1 | TRM 6 | MIN 1 | SUG 1 | 1位  | 106      |

- 太字はポールポジション、斜字はファステストラップ。(key)

### 全日本GT選手権（ノン・チャンピオンシップ戦）
| 年     | チーム                   | コ・ドライバー | 使用車両         | クラス | 1      | 2      |
| ------ | ------------------------ | -------------- | ---------------- | ------ | ------ | ------ |
| 1997年 | TOYOTA Castrol TEAM      | 鈴木利男       | トヨタ・スープラ | GT500  | TRM1 3 | TRM2 2 |
| 1998年 | TEAM TAISAN Jr. w/つちや | 鈴木恵一       | トヨタ・MR2      | GT300  | TAI 1  |        |